# بنديك
بِنْدِيكُ (بالتركية: پنديك) هي مدينة تقع في اسطنبول، في تركيا على الجانب الآسيوي بين قرتال وطزلة، على بحر مرمرة ويقع فيها مطار صبيحة كوكجن الدولي وعدد السكان 711894 نسمة.

## التاريخ
هناك سجلات للمستوطنات في بنديك تعود إلى ما قبل 5000 عام، مستوطنة يونانية في 753 قبل الميلاد، والعديد من الفتوحات الأخرى. في عام 1080، استولى الأتراك السلاجقة على المدينة، واستولى عليها البيزنطيون عام 1086 مرة أخرى
خلال العصر البيزنطي، كان يُطلق على المكان اسم Pantikion أو Pentikion ، وقبل ذلك كان اسم Pantikap أيونًا في اليونانية (حيث كان للمدينة خمسة أسوار أو خمسة بوابات أو كليهما) وبحلول القرن العشرين كانت مكانًا للعطلات وفيها منازل عطلة نهاية الأسبوع للأثرياء في إسطنبول.
وكانت جزءًا من منطقة قرتال حتى عام 1987. انفصلت طزلة عنها عام 1992. كان لدى بنديك حدود حالية مع أحياء عائدة من غوزليالي وإسينيالي (مقسمة الآن بين غوزليالي وأرخان غازي وإسنيالي وفاتح وأحمد يسيفي) من طزلة في عام 1994.

## بنديك اليوم

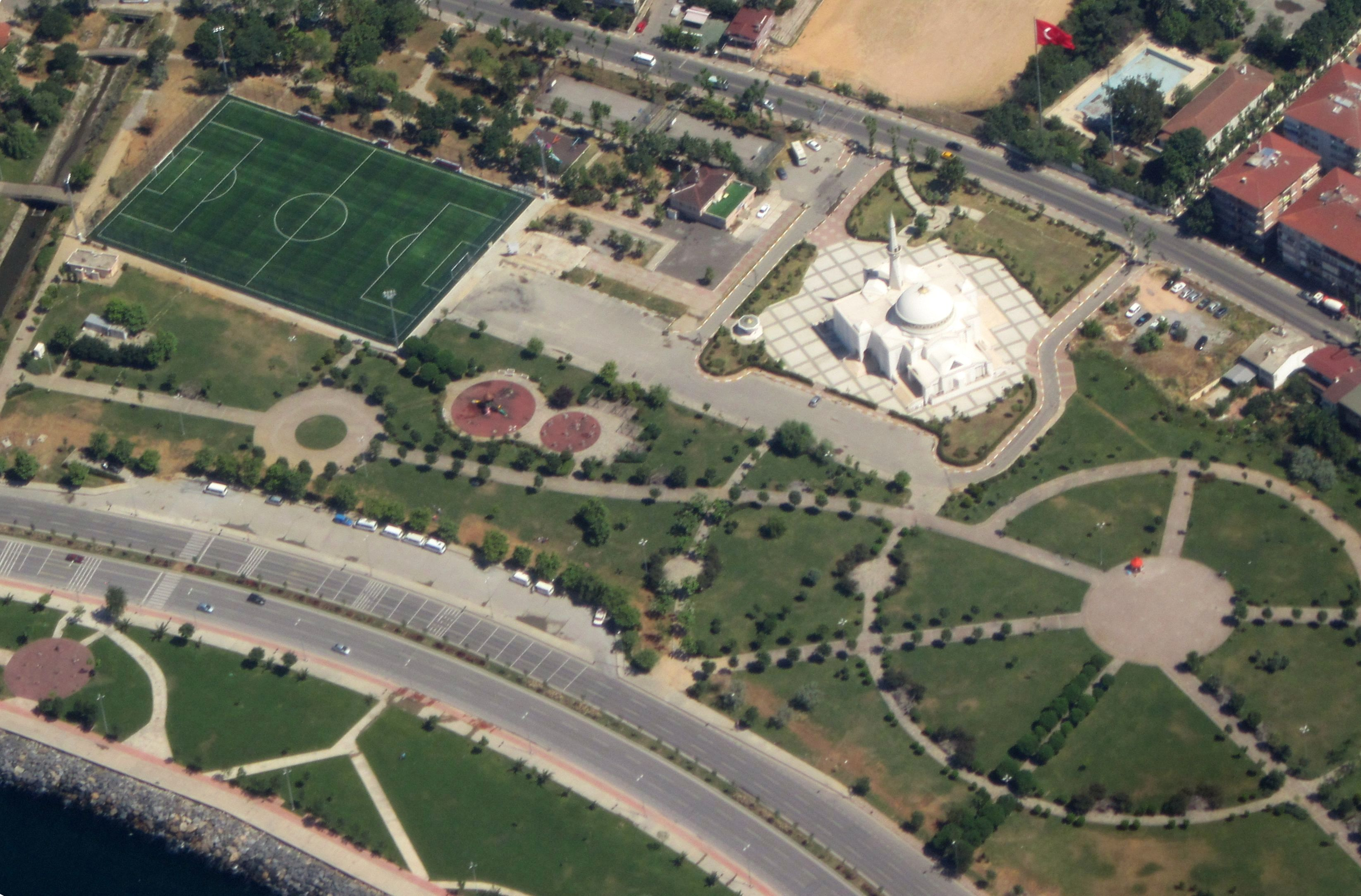
مسجد دومانكايا في حي باتي

حتى السبعينيات كانت بنديك منطقة ريفية بعيدة عن المدينة. تعد المدينة اليوم مزيجًا مزدحمًا من مساكن الطبقة العاملة (خاصة في اتجاه الطريق السريع E5) مع شقق أكثر تكلفة وإطلالات على البحر على طول الساحل. توجد منطقة تسوق مزدحمة (مع سوق شارع كبير أيام السبت) ومطاعم ودور سينما.
بنديك بعيدة عن وسط مدينة إسطنبول. كانت هناك قطارات في الضواحي تنطلق من حيدر باشا إلى محطة بنديك للسكك الحديدية ولكن كجزء من مشروع مرمرة ، فإن هذا الخط خارج الخدمة حاليًا (من المتوقع إعادة فتحه في عام 2018). منذ 25 يوليو 2014، تبدأ الخدمات عالية السرعة إلى أنقرة من هذه المحطة، في انتظار إنهاء الترقيات على الخط إلى إسطنبول المناسبة. في عام 2016، تم الانتهاء من تمديد الخط M4 لمترو اسطنبول. تقع محطة مترو بنديك على بعد حوالي 1 كيلومتر (0.62 ميل) شمال محطة السكة الحديد.
الطريق الساحلي سريع ولكنه لا يحمل وسائل النقل العام، باستثناء الحافلة 16A التي تعمل حتى الساعة 8 مساءً فقط و Kadikoy-Bostanci-Pendik dolmus. هناك طرق جارية في منطقة Pendik / Tuzla / Gebze ، والتي شهدت تطورًا صناعيًا في التسعينيات.
على مر القرون، هاجر البوشناق إلى تركيا، ووصل عدد كبير بعد الحملة النمساوية المجرية في البوسنة والهرسك عام 1878واستقر الكثير في أحياء بنديك في سابانباغلاري، يشيلباغلار، باهشيلي إيفلر.
وبغض النظر عن تسمية شوارعهم ومتاجرهم على اسم قريتهم في البوسنة، فقد اندمج هؤلاء الأشخاص في نمط حياة الطبقة العاملة في إسطنبول لبقية منطقة بنديك.
في أواخر التسعينيات، تم بناء مؤسستين تعليميتين خاصتين داخليًا من بنديك و Koç Özel Lisesi وجامعة Sabancı .
في المنطقة مضمار سباق الفرمولا واحد. وهناك قارب عالي السرعة عبر بحر مرمرة إلى يالوفا للأشخاص الذين يسافرون خارج المدينة إلى بورصة وبحر إيجة. مطار صبيحة كوكجن قريب والعمدة حاليًا هو أحمد جين من حزب العدالة والتنمية

## مناخ
بنديك يواجه الحدود المناخ المتوسطي (CSA / CS) ومناخ شبه استوائي رطب (CFA / CF) وفقا لكلا كوبين و Trewartha التصنيفات المناخ، مع شتاء بارد ودافئ إلى حار صيفا. منطقة دافئة، تقع في منطقة الصلابة 9a التابعة لوزارة الزراعة الأمريكية ومنطقة الحرارة AHS 4، مما يسمح بزراعة بعض النباتات شبه الاستوائية الباردة القاسية. بينما في جنوب إسطنبول، لا تزال تتأثر برياح فوهن، بسبب موقعها شمال مرتفعات يالوفا.

## المدن التوأم
- Novi Pazar, Serbia